# Peldzsidín Genden
Peldzsidín Genden (mongol nyelven: Пэлжидийн Гэндэн) (Taragt, 1892 – Moszkva, 1937. november 26.) mongol politikus, Mongólia miniszterelnöke.
A párt baloldali frakcióját képviselte. 1924. november 29-től 1927. november 15-ig volt a Kis Hurál elnöke. Az 1928 és 1932 közti sikertelen baloldali politika domináns vezéralakja. 1932. július 2-án kinevezték miniszterelnökké, mely címet haláláig viselte. Miniszterelnöksége során konfliktusba keveredett Sztálinnal, a Szovjetuniót és annak vezetését vörös imperializmussal vádolta meg. 1936. március 2-án a Mongol Népi Forradalmi Párt plenáris ülésén eltávolították a hatalomból. Előbb házi őrizetbe helyezték, majd a Krím félszigetre szállították, majd 1937. november 26-án Moszkvában kivégezték. Kivégzése után elítélték, mint a japánok kémét.
1990-ben Gendent a koholt vádak alól felmentették és rehabilitálták. Lánya 1993-ban - apja házából - alakította ki a Politikai Elítéltek Emlékmúzeumát.

## Külső hivatkozások
- Baabar (1999). History of Mongolia. Cambridge: Monsudar Publishing.
- Sanders, Alan J. K. (1996). Historical Dictionary of Mongolia. Lanham: Scarecrow Press.